# 毛瓣杓兰
毛瓣杓兰（学名：Cypripedium fargesii）为兰科杓兰属下的一个种。

## 扩展阅读
- 维基共享资源上的相關多媒體資源：毛瓣杓兰
- 維基物種上的相關：毛瓣杓兰